# Uzak
Pour plus de détails, voir Fiche technique et Distribution.
Uzak est un film turc réalisé par Nuri Bilge Ceylan et sorti en 2002.

## Synopsis
Mahmut est un photographe cultivé et mélancolique qui vit à Istanbul une existence tranquille et solitaire. Un jour, son cousin Yusuf arrive chez lui, en quête d'un emploi depuis la fermeture de l'usine de son village natal. Mahmut accepte, plutôt à contrecœur, de l'héberger le temps que sa situation s'améliore. La cohabitation n'est pas facile, tant Yusuf manque à la fois de culture et d'un certain savoir-vivre.

## Fiche technique
- Titre original : Uzak (littéralement : « distant », « loin »)
- Réalisation : Nuri Bilge Ceylan
- Scénario : Nuri Bilge Ceylan et Cemil Kavukçu (tr)
- Photographie : Nuri Bilge Ceylan
- Montage : Nuri Bilge Ceylan et Ayhan Ergürsel
- Production : Nuri Bilge Ceylan
  - Production déléguée : Feridun Koc
- Sociétés de production : NBC Film et NBC Ajans
- Format : couleur - 35 mm
- Pays de production :  Turquie
- Langue originale : turc
- Dates de sortie :
  - Turquie : octobre 2002 (Festival d'Antalya) ; novembre 2002 (Festival d'Ankara) ; 20 décembre 2002 (sortie nationale)
  - France : 17 mai 2003 (Festival de Cannes) ; 12 octobre 2003 (Festival du film de Cinessonne) ; 14 janvier 2004 (sortie nationale)
  - Belgique : 21 janvier 2004

## Distribution
- Muzaffer Özdemir : Mahmut
- Mehmet Emin Toprak : Yusuf
- Zuhal Gencer Erkaya (tr) : Nazan
- Nazan Kırılmış (tr) : la maîtresse
- Feridun Koç : Janitor, le gardien de l'immeuble
- Fatma Ceylan : la mère de Mahmut
- Ebru Yapıcı : la jeune fille

## Commentaires
Le film contient peu de dialogues. Le réalisateur rend intéressant cette longue succession de plans en créant un genre à part entière : le burlesque contemplatif[réf. nécessaire]. Ces longues scènes se terminent parfois de manière inattendue et nous amènent toujours à un questionnement profond.

## Distinctions

### Récompenses
- Festival d'Antalya 2002 : Orange d'or du meilleur film, meilleur réalisateur, meilleur scénario et meilleur acteur dans un second rôle pour Emin Toprak
- Festival d'Ankara 2002 : meilleur film de la compétition nationale, meilleur réalisateur, meilleur montage, meilleure photographie et meilleure actrice dans un second rôle pour Zuhal Gencer
- Festival de Cannes 2003 : Grand prix du jury et Prix d'interprétation masculine pour Muzaffer Özdemir et Emin Toprak

### Nominations et sélections
- Festival de Cannes 2003 : sélection officielle, en compétition pour la Palme d'or
- Prix du cinéma européen 2003 : nomination comme meilleur réalisateur européen et pour le prix du public du meilleur réalisateur européen